# Morder la manzana

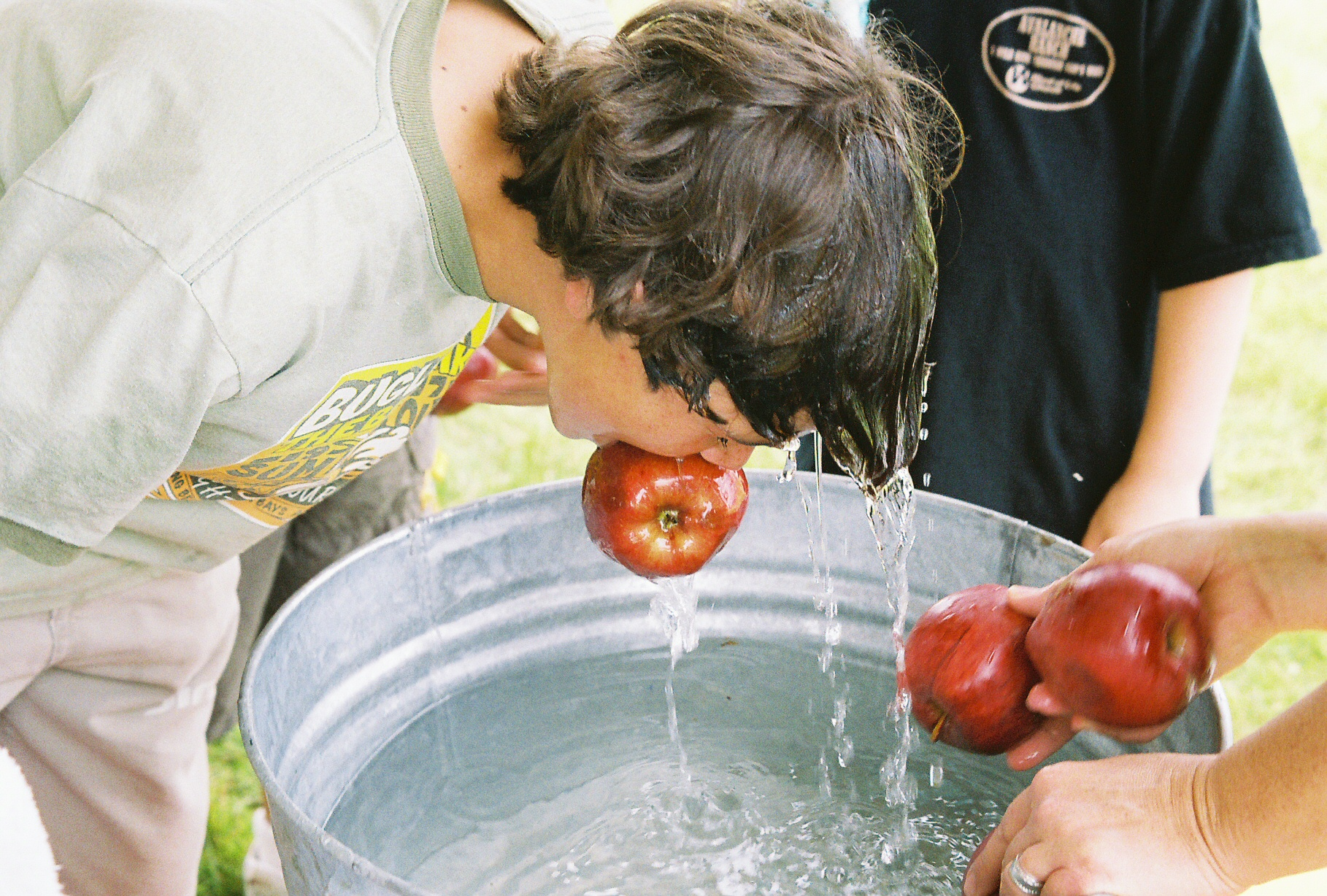
Niños mordiendo manzanas.

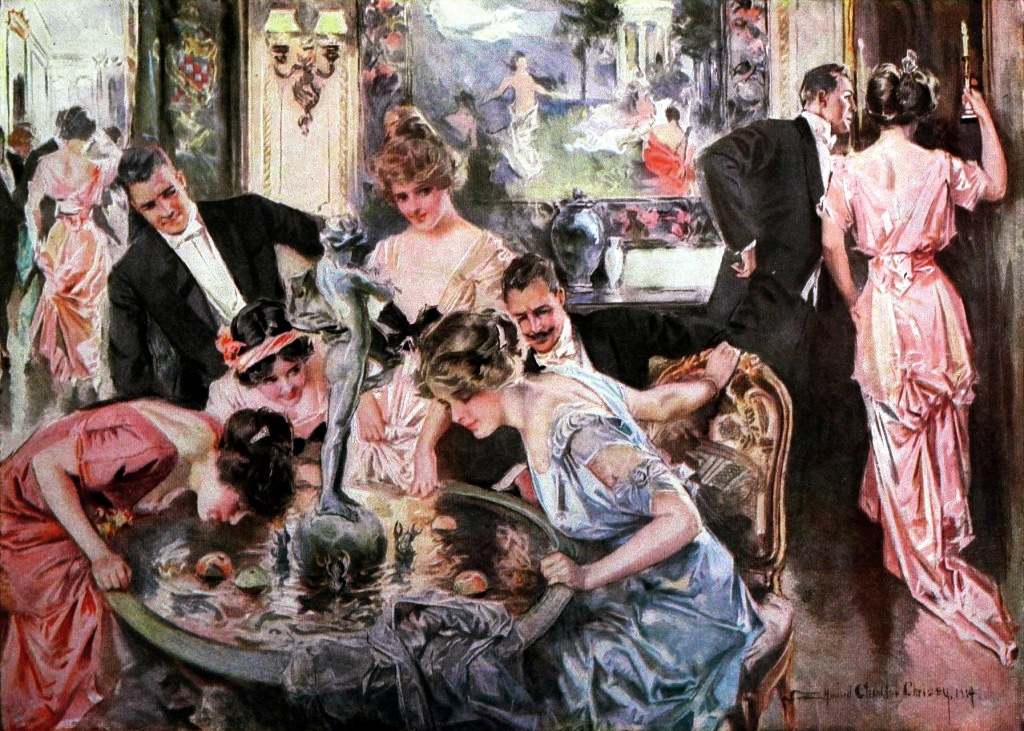
Dibujo de 1915, en el que se representa este juego.

Morder la manzana (en inglés, apple bobbing o bobbing for apples) es un juego que habitualmente tiene lugar en Halloween. En el juego se llena de una bañera o un lavabo grande con agua y se ponen dentro las manzanas. Debido a que las manzanas son menos densas que el agua, flotan en la superficie. Los jugadores (generalmente niños) tratan de atrapar una con sus dientes. El uso de las manos no se permite, ya que se atan a la espalda para evitar trampas.
En Escocia se le llama dooking, es decir, el agache (del verbo agachar).
En Irlanda, principalmente el condado de Kerry se conoce como «mordida de la manzana», y en Terranova y Labrador, la Noche de Mordida de la Manzana es sinónimo de Halloween.